# Carol Downer
Carol Downer, née à Shawnee le 9 octobre 1933 et morte le 13 janvier 2025 à Glendale, est une avocate et écrivaine américaine. Féministe, elle milite pour le droit à l'avortement et la santé de femmes.

## Biographie
Carol Downer est née en 1933 en Oklahoma, mais elle a grandi à Los Angeles, où elle a fondé des mouvements politiques locaux, notamment à East Los Angeles dans les années 1960.
Elle est généralement évoquée comme étant l'origine de la pratique de l'extraction menstruelle  qui était employée pour effectuer un avortement clandestin, interdit dans la plupart des pays à l'époque. Cette technique, considérée comme dangereuse, fut abandonnée lors la légalisation de l’avortement et à l’apparition de sa version médicamenteuse, mais des cas d'usage de cette pratique sont encore évoquées dans les années 2010.